# Evolução do cavalo

A evolução do cavalo envolve o desenvolvimento gradual do cavalo moderno, desde o Hyracotherium, animal do tamanho de uma raposa e habitante de florestas. Os paleozoólogos foram capazes de juntar as peças da linhagem evolutiva do cavalo, mais do que em qualquer outro animal.
O cavalo pertence à ordem conhecida como Perissodactyla, à qual pertencem os animais com cascos nas patas e um número ímpar de dedos em cada pata, assim como lábio superior móvel e estrutura dentária semelhante. Isto significa que os cavalos partilham um antepassado comum com os tapires e rinocerontes. Os perissodáctilos apareceram no Paleocénico tardio, há menos de 10 milhões de anos após da extinção K-T. Este grupo de animais parece ter sido originalmente especializado para a vida nas florestas tropicais, mas enquanto os tapires e rinocerontes retiveram a sua especialização à selva, os cavalos modernos estão adaptados à vida das savanas e estepes. 
Os ancestrais mais recentes do cavalo moderno caminhavam com vários dedos estendidos, uma acomodação à vida passada no chão macio e húmido das florestas. Quando as espécies de ervas começaram a aparecer e florescer, a dieta dos equídeos mudou da folhagem para as ervas, levando ao aparecimento de dentições maiores e mais duráveis. Ao mesmo tempo, quando as estepes começaram a aparecer, os predecessores do cavalo necessitaram de maiores velocidades para poderem fugir mais eficazmente dos predadores. Isto foi conseguido através de um comprimento maior dos membros e maior levantamento dos dedos do chão, de tal maneira que o peso do corpo foi  gradualmente colocado num dos dedos maiores, o terceiro.